# По секрету всему свету (фильм)
«По секрету всему свету» — советский двухсерийный художественный телевизионный цветной фильм, снятый на киностудии «Беларусьфильм» в 1976 году по мотивам «Денискиных рассказов» Виктора Драгунского.
Фильм создан по заказу Государственного Комитета Совета Министров СССР по телевидению и радиовещанию.

## Сюжет

### Первая серия

#### Секрет первый
Включает пять рассказов:
- «Синий кинжал» (1964);
- «Главные реки» (1965);
- «Тиха украинская ночь…» (1966);
- «Что я люблю» (1960);
- «Что любит Мишка» (1965).

Денис Кораблёв должен рассчитаться с Лёвкой Буриным за то, что тот ударил его пеналом по голове. Но рассказы Лёвки о вещах, которые Денис любит, и подаренная Дениске гильза для телескопа смягчили злость, и они расстались добрыми друзьями.

#### Секрет второй
Включает три рассказа:
- «Здоровая мысль» (1968);
- «Куриный бульон» (1964);
- «Старый Мореход» (1962).

Мамина знакомая Марья Петровна обещала Денису взять его на дачу, но не сдержала своё слово. Пытаясь примириться с обиженным мальчиком, она не нашла ничего лучше, как повторить обман, обещая на этот раз настоящую будённовскую саблю.

### Вторая серия

#### Секрет третий
Включает три рассказа:
- «Заколдованная буква» (1964);
- «Фантомас» (1968);
- «На Садовой большое движение» (1964).

Ваня Дыхов построил самый настоящий двухместный велосипед. Ему помогали все ребята, но больше всех Денис. Вдвоём с Ваней они и поехали опробовать машину. Когда они отдыхали в парке, к ним подошёл незнакомый парень старше их и попросил велосипед якобы для поездки в аптеку за лекарством для тяжело больной бабушки. Ребята хотели съездить сами, но парень настоял на своём, уверяя, что ездить на велосипеде по проспекту очень опасно, а они ещё недостаточно взрослые.
В конце концов Ваня и Денис согласились. Они ждали его до самого вечера, пока не поняли, что ждут напрасно. Ваня догадался, что парень их обманул и украл велосипед, а Денис ничего не понял и искренне беспокоился за судьбу вора: «Ведь на проспекте такое движение…». По сценарию тот действительно попал в аварию.

#### Секрет четвёртый
Включает три рассказа:
- «Поют колёса — тра-та-та» (1964);
- «Рабочие дробят камень» (1972);
- «Человек с голубым лицом» (1961).

Денис с папой поехали на выходные в деревню, куда их давно звал папин друг, дядя Саша. У него было важное дело, и он попросил Виктора Кораблёва сесть за руль. На просёлочной дороге под колёса их машины выскочила девочка, и папа Дениса, не раздумывая, резко вывернул руль. Машина перевернулась, но дядя Саша и Денис отделались ушибами. Папа сломал руку, но был очень рад тому, что девочка осталась невредимой.

## В фильме снимались

### В главных ролях
- Владимир Станкевич — Дениска Кораблёв
- Алексей Сазонов — Мишка Слонов
- Георгий Белов — Лёвка Бурин
- Александр Леньков — Виктор Кораблёв, папа Дениса
- Валентина Теличкина — Ася Кораблёва, мама Дениса
- Александра Климова — Раиса Ивановна, учительница литературы
- Регина Корохова — Марья Петровна, подруга мамы Дениса
- Борис Гитин — дядя Саша, друг папы Дениса
- Аркадий Трусов — дядя Паша, дворник
- Саша Шерстобаев — Ваня Дыхов

### В ролях

#### 1 серия
- Фёдор Никитин — Сергей Петрович Колоколов (он же «Кол»)
- Лия Ахеджакова — Елизавета Николаевна, учительница географии, которая учила анализировать стихи с точки зрения географической науки
- Анатолий Столбов — Сергей Степанович (постоянно беспокоился за свой жёлтенький «Москвич», стоящий во дворе)

#### 2 серия
- Сергей Беляк — похититель велосипеда

### В эпизодах

#### 1 серия
- Ростислав Шмырёв — директор школы
- Александр Беспалый — сотрудник «Горгаза»
- Владимир Сичкарь — водитель аварийной машины
- Георгий Ручимский — Борис Сергеевич, учитель пения
- Мария Зинкевич — 1-я общественница
- Маргарита Громова — 2-я общественница
- Андрей Вертель — Алексеев, одноклассник Дениса Кораблёва
- Виталий Андриянкин — одноклассник Дениса
- Юлия Широкопытова — одноклассница
- Елена Суркова
- Гера Миттер
- Ваня Павлов

#### 2 серия
- Анатолий Кузнецов — лесничий, попутчик с малиной
- Александр Гай — Николай Иванович, бульдозерист
- Александра Зимина — бабушка Костика, которая была разыграна «Фантомасом» с газовой плитой
- Нина Розанцева — бульдозеристка
- Владимир Грицевский — милиционер
- Нинель Жуковская — врач скорой помощи
- Виталий Розстальный — Гриша, рабочий на стройке с отбойным молотком
- Светлана Турова
- Татьяна Маровская
- Андрей Палош
- Александр Миляев - Федька, капитан сельских футболистов, подговорил Дениску прыгать с вышки. После сам упал в воду.
- Виктор Абабурко
- Сергей Лазаренко — вратарь Костя, которому никто не мог забить гол до приезда Дениски

## Съёмочная группа
- Автор сценария: Денис Драгунский
- Режиссёры-постановщики:
  - Игорь Добролюбов
  - Юрий Оксанченко
  - Владислав Попов
  - Дмитрий Михлеев
  - Виталий Каневский
- Операторы-постановщики: Александр Бетев, Станислав Смирнов
- Композитор: Владимир Шаинский
- Текст песен: Михаил Танич
- Художник-постановщик: Юрий Булычёв, Владимир Гавриков
- Звукооператор: И. Аксёненко, П. Дроздов
- Режиссёр: И. Яницкая
- Государственный симфонический оркестр кинематографии
  - Дирижёр: Георгий Гаранян
- Большой детский хор Центрального телевидения и Всесоюзного радио
  - Художественный руководитель: Виктор Попов
  - Солисты: Дима Викторов, Дима Голов
- Художник по костюмам: Г. Юсис
- Художник-гримёр: И. Немов, Б. Михлина
- Монтажёры: Е. Сватко, Н. Потупчик
- Редактор: В. Гончарова
- Ассистент режиссёра: А. Марачевская
- Ассистенты оператора: А. Калашников, Н.Зуев
- Ассистент художника: В. Шнаревич
- Директор: Н. Базилевская

## Съёмки
Фильм снимался в минской школе 115 с музыкально-хоровым уклоном. Съёмки эпизода, когда Мишка рассказывает Денису о том, что он любит и когда Лёвка дарит Денису гильзу, снимались в минской школе 122. «Съёмки фильма длились целый год. Это было лучшее время моего детства», вспоминает Георгий Белов, исполнитель роли Лёвки Бурина: «Ассистенты приходили в школу и снимали меня с уроков, это было такое счастье!». «Жора, он же Лёвка, был самым маленьким актёром на площадке и самым чудным. Он заикался, произнося свой текст, а на озвучке, ко всеобщему удивлению, „попадал“ в свои заикания».

## Релиз на видео
В 1980-е годы в СССР фильм выпущен на видеокассетах VHS изданием «Видеопрограмма Госкино СССР». В России с 1994 года выпущен на VHS изданием «Мастер Тэйп».

## Песни
- «По секрету всему свету» — БДХ ЦТ и ВР, солист Дима Викторов
- «Когда мои друзья со мной» — БДХ ЦТ и ВР, солист Дима Голов
- «На дальней станции сойду» — Геннадий Белов

Слова Михаила Танича, музыка Владимира Шаинского.